# Странное дело
«Странное дело» (фр. Une étrange affaire) — французская кинодрама 1981 года, поставленная режиссёром Пьером Гранье-Дефером. В феврале 1982 году фильм участвовал в основной конкурсной программе 32-го Берлинского международного кинофестиваля. Удостоен премии Луи Деллюка.

## Сюжет
Луи Колен — помощник начальника отдела рекламы в одном из парижских универмагов, его дела идут не очень хорошо. Когда в универмаг приезжает новый начальник, Бернар Малер, Луи начинает опасаться, что может потерять свое рабочее место, но неожиданно Бернар предлагает Луи войти в круг избранных. Для Луи это означает увеличение количества рабочих часов, деловые обеды и ужины в ресторанах и ночных клубах. Жена Луи Нина категорически возражает против этого и даже уходит от него…

## В ролях
| Актёр           | Роль                            |
| --------------- | ------------------------------- |
| Мишель Пикколи  | Бертран Малер                   |
| Жерар Ланвен    | Луи Колен                       |
| Натали Бай      | Нина Колен                      |
| Доминик Бланшар | мать Луи                        |
| Доминик Зарди   | руководитель судебного процесса |